# Xã Franklin, Quận Polk, Iowa
Xã Franklin (tiếng Anh: Franklin Township) là một xã thuộc quận Polk, tiểu bang Iowa, Hoa Kỳ. Năm 2010, dân số của xã này là 3.760 người.